# Timp de înjumătățire (farmacologie)
Acest articol se referă la o noțiune din farmacologie. Pentru alte utilizări ale noțiunii, vezi Timp de înjumătățire (dezambiguizare).

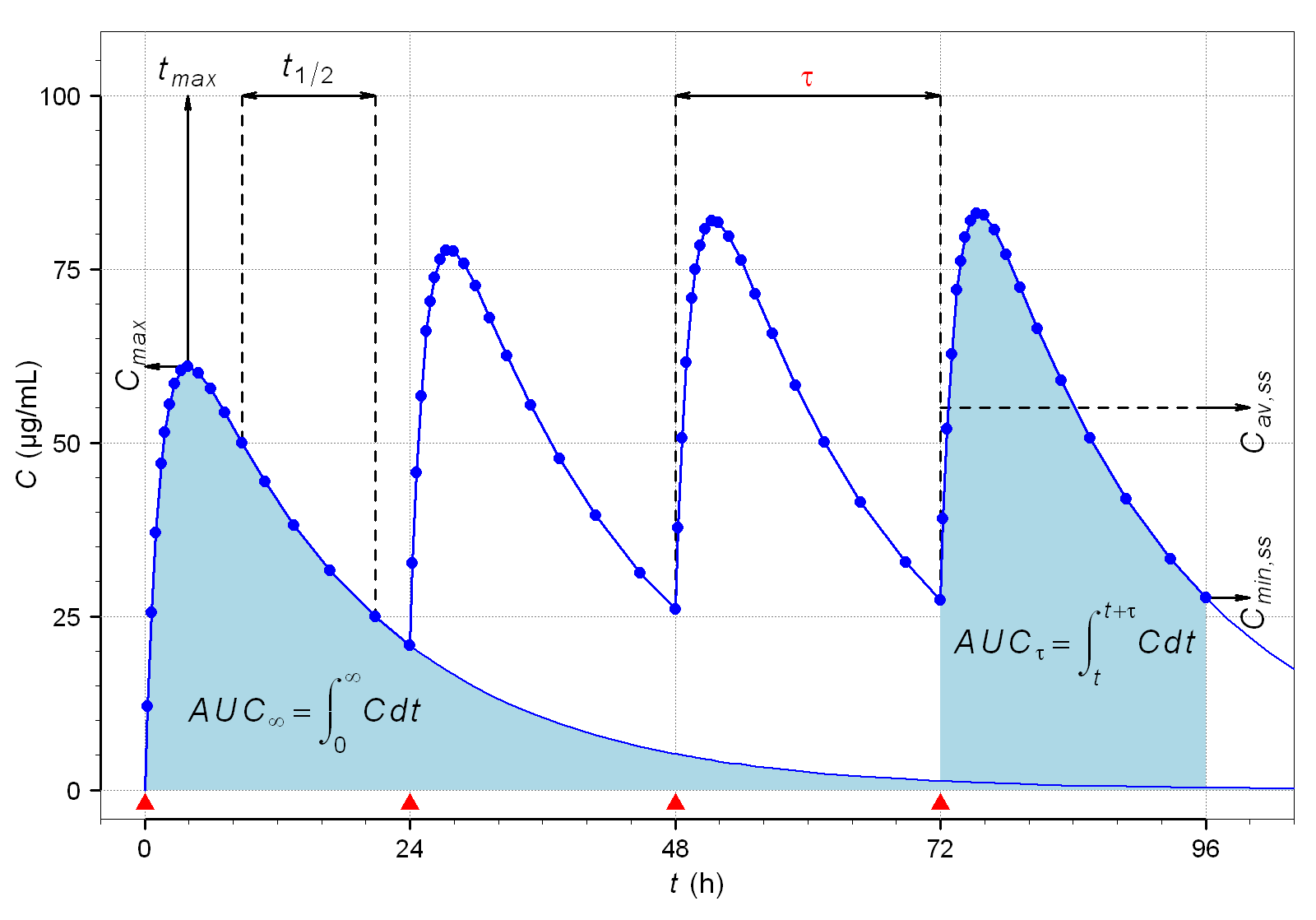
Graficul evoluției în timp a concentrațiilor plasmatice ale medicamentului pe parcursul a 96 de ore după administrarea orală repetată la fiecare 24 de ore (τ). Timpul de înjumătățire de absorbție este de 1 oră, timpul de înjumătățire de eliminare de 12 ore.

Timpul de injumătățire biologic sau farmacologic (denumit și semiviața biologică sau viața biologică medie) reprezintă un parametru farmacocinetic, fiind definit ca timpul necesar scăderii la jumătate a concentrației maxime a unei substanțe active (Cmax) sau medicament din plasmă sanguină. Este de obicei notat cu {\displaystyle t_{\frac {1}{2}}}. Acest parametru este influențat la început de modul de distribuție a medicamentului iar apoi predominant de epurarea sa.
Poate fi calculat conform formulei:
{\displaystyle t_{1/2}={\frac {0,693}{Cl_{p}}}\ V_{d}}
unde Vd este volumul de distribuție, iar Clp este clearanceul plasmatic.

## Utilizare
Cunoașterea timpului de înjumătățire este utilă pentru stabilirea posologiei și a intervalului dintre doze administrate.
Parametrul este utilizat pentru a măsura eliminarea din organism a unor substanțe precum metaboliți, medicamente și molecule de semnalizare. De obicei, în context toxicologic, timpul de înjumătățire biologică se referă la detoxifierea (curățarea) naturală a organismului prin metabolismul hepatic și prin excreția substanței măsurate prin rinichi și intestine. Acest concept este utilizat atunci când rata de eliminare este aproximativ exponențială.